# Рибарска тврђава
Рибарска тврђава (мађ. Halászbástya) или Рибарски бастион је један од најпознатијих споменика у Будимпешти, који се налази у близини Будимског дворца, у 1. округу Будимпеште. То је једна од најважнијих туристичких атракција због јединствене панораме Будимпеште са неороманичких видиковаца. Главна фасада Рибарске тврђаве, паралелна са Дунавом, дуга је око 140 метара, од чега је јужно крило дугачко око 40 метара, северно 65 метара, а китњасти централни парапет 35 метара. Његових седам високих камених кула симболизују седам везира Мађара који су основали Угарску 895. године. 
Оригинални зидови изграђени су 1700-их година, чинећи део зидова замка. Неколико историчара каже да је у средњем веку овај део зидина замка штитио цех рибара (halász), који су живели испод зидина у такозваном Рибарском граду или Воденом граду.  Садашњу грађевину саградио је између 1895. и 1902. године  у неороманичком стилу, на темељима зидина Будимског замка, архитекта Фригес Шулек, који је такође био одговоран за рестаурацију Матијине цркве.
Од 1987. је једно од места светске баштине у Будимпешти као део 1.округа (Округ Будимског замка).

## Порекло имена
Зграда је раније била позната као „Рибарски бастион“, вероватно због дела Будимског градског зида који је био поверен еснафу рибара, али вероватније од насеља на обали Дунава, Рибарски град (Halászváros) који се такође називао Водени град.  Рибари су своју робу продавали већ у средњем веку код Матијине цркве, али цех рибара није бринуо само о продаји рибе, већ су у ратовима његови чланови пркосно бранили градске зидине. 

## Историја

### Порекло тврђаве
Брдо замка је служило као конак и утврђење за околна насеља у време краљева из династије Арпадовића. Развој насеља постао је истакнутији као резултат урбаног развоја, али је као административни центар земље постао доминантан у доба краља Матије Корвина. Његова утврђења и бастиони су били утврђени у средњем веку и за време турске окупације, али су више пута оштећени. Сама четврт Будимског замка је током времена претрпела велику трансформацију. Из Матијине светле, просперитетне палате процветао је Будимски дворац, али је после Мохачке битке за време турске владавине много тога уништено и трансформисано и у Замку. Аустријске снаге су повратиле град од Турака. 
Рибарска тврђава је постепено пропадала упркос обнови неких од њених одбрамбених објеката и обнови од стране Аустријанаца, који је аустријски војни врх признао као војну тврђаву. Рибарски бастион није поштеђен ни од природних сила ни од ратова. Киша са планине је расквасила тло, одневши неке од темеља зида замка и утврђења на падини брда. Истовремено, у знак сећања на недавне ратове, многи од њих су имали трагове добре или лоше рестаурације. Међутим, аустријски војни врх је одбио да потроши више новца на насељавање тог подручја него што би било потребно за истакнутије утврђење, па су само извршили утврђивање замка. Тврђавски карактер Будимског замка укинут је 1874. године када је Министарство рата прогласило да замак као тврђава не испуњава услове који су се сматрали савременим у то време. Од тада су и ове поправке отказане. Већ 1871. године Пештански комитет за лепоту објавио је позив за израду регулационих планова за новоудружену престоницу. Сва три победника конкурса бавила су се питањем насељавања Брда замка, а у оквиру овога посебан акценат дат је Рибарском утврђењу.

### Реновирање
Своје архитектонске и урбанистичке задатке Рибарски бастион дугује рестаурацији Матијине цркве. Након завршетка обнове Матије цркве, постало је хитно питање обнове околине и достојности храма. Према првобитним замислима, овај простор је требало да буде уређен за миленијумску годишњицу Угарске државе, када је крунисан први мађарски краљ,  и иако је нацрт сачињен у Шулеково време и поднет Већу јавних радова Главног града, и разматран 1894, изградња је на крају ограничена на 1899. и започета у неколико рата. 1901. и 1902. године завршене су јужно и северно степениште, али је цео Рибарски бастион завршен 1905. године. и 9. октобра предат престоници.

### Трошкови изградње
Реализација Рибарске тврђаве и њено првобитно одобрење су се разликовали, углавном због промене основног концепта прославе миленијума. Прво буџетско издвајање за изградњу Рибарске тврђаве износило је 800.000 тадашњих форинти,  од чега 100.000 за степенице, 200.000 за ходнике 200.000 за планирану салу Светог Стефана и 300.000 форинти за дворане Седам везира. Ова идеја истакнута у плану, на пештанској страни Градског парка, на данашњем Тргу хероја, реализована је по замисли Миленијумског споменика, не Шулековог, већ Алберта Шикеданца и вајара Ђерђа Зале. На крају, укупни трошкови изградње износили су 1.165.000 форинти; од чега су степениште и припадајуће уређење коштали 200.000 форинти; покривени од стране Митрополитског савета јавних радова, а остатак је подељен између капитала (685 и 1.000 форинти).

### У Другом светском рату и даље
Рибарска тврђава је тешко оштећена током Другог светског рата, али пошто је била једно од значајних обележја Будимпеште, заузимала је истакнуто место у приоритетима рестаурације после рата. Радове на рестаурацији водио је Ласло Борс, државни архитекта. Санацију је отежала чињеница да су ватрогасци морали темељно да прегледају подручје пре него што су процена штете и планови санације могли да буду извршени. Први спектакуларни део процеса трајао је годинама, рестаурација Рибарског бастиона после светског рата, завршена је 1953. године. Будимски дворац је од осталих делова био одвојен високим дрвеним блоком, који није прегледан, посебно на месту данашњег хотела Хилтон. Постојала је стална патролна станица да би се избегле несреће у Ракошијево доба, али и после 1957. године било је неколико места која су имала реалну опасност, али и политичку димензију, посебно у погледу контроле долазака странаца.
Дана 30. маја 1995. године 1. округ је увео улазнице за Рибарски бастион. У новембру 2003. године комплекс зграда је предат јавности. Заједно је постао део светске баштине.

## Архитектура
Рибарску тврђаву, ремек дело архитекте Шулека, чине три грађевинске целине и неколико мањих целина, према Шулековим плановима.

### Степенице
Шулек је првобитно намеравао да изгради тростепене степенице до Дунава. Док није изграђена Рибарска тврђава, на том месту је био дугачак низ уских и тамних језуитских степеница, које су допирале до јужног зида бастиона. Из Рибарског града је било могуће приступити језуитским степеницама, које нису биле погодне за већи саобраћај. Шулек је изменио капију, проширивши степенице на неким местима до 8 метара, а њена доња капија је наглашена стилским забатом, у који је уграђен оригинални лавовски рељеф из романичке цркве ископане током зидања бедема. Једноставне степенице од гранитног камена постављене су на темељ од цигле. Десно и лево од степеништа постављене су статуе ратника који представљају различито оружје из 10. века Арпадове ере који чувају капију (на врху степеница, испод лука).  Четири од седам водећих статуа на главним степеницама исклесао је Франц Граф Михаил (Ференц Микула 1861-1926), вајар рођен у Дебрецину и школован у Бечу. Такође је израдио постамент, лавове и рељефе статуе Светог Стефана.

### Северни и Јужни бастиони и ходници
Северни и јужни бастион, као и ходници који чине двориште бастиона, повезани су степеништем које повезује бастионе са обе стране. Једна од Шулекових највећих заслуга је то што је овај простор Дворског брда, који је у суштини и првобитно био војне намене, преобразио у мирно шеталиште и видиковац,  чинећи значајну архитектонску целину Дворског брда, са Матијином црквом иза. Првобитно, храм је био близу зидова због војних разлога и није се могао градити превисоко, из сличних разлога. Шулек је, у складу са владином уредбом којом су олабављени војни циљеви, отворио Рибарски бастион према Дунаву и Пешти тако што је опколио простор цркве и са две бастионске куле обезбедио довољно простора за комплекс зграда. По ивицама некадашњих зидина формирао је наткривене ходнике, са луком на отвореном низу стубова, изнад којих је отворио приступачно двориште са китњастим зградама са купастим крововима. Тренутно, ово подручје служи као видиковац. На северу се уздиже вишеспратна кула, главна кула, испод које су статуе вођа, лав који држи штит, и митолошко створење са отвореним устима, изрезбарен змај  у истом стилу као и два оснивача лидера. У уском простору испред светилишта Матијине цркве налази се китњасти парапет који повезује два ходника Рибарске тврђаве, омогућавајући поглед одоздо. Преградни зид у облику аркада украшен је балконом у оси средњег степеништа.

### Статуа Светог Стефана и јужно двориште
Трећа велика целина споменичког комплекса је јужни бастионски двор и његов придружени оснивач, првобитно га је направио Стефан I Угарски, први краљ Мађарске.
Шулекова првобитна идеја је била да око статуе Светог Стефана буде покривена купола, али је из буџетских разлога самостојећа статуа постављена усред јужног дворишта ограђеног ходницима са три стране. Замолио је вајара Алајоша Стробла да направи статуу Светог Стефана; пројекат је започео 1896. и завршио га 1906. Након постављања статуе, она је свечано откривена 21. маја 1906. године. 
Првосвештеник је обишао статуу и осветио је. Потом је плашт враћен. Појавило се три четвртине чланова владе: Шандор Векерле, гроф Алберт Апоњи, Ињац Дарани, гроф Јанош Зичи и Лајош Јекелфалуси. Коначно, у један сат, на звоњење је стигао и сам краљ и почела је званична церемонија.
За статуу Стробла, Шулек је пројектовао неороманичку основу, а око ње је била овална, камена и парапетна ограда, постављена у геометријском центру јужног бастионског двора. Темељна конструкција је украшена рељефима првобитно коришћеним за мурале дизајниране за зидове сале, који обележавају истакнуте тренутке владавине краља Стефана: сцена крунисања, увођење законског акта, приказ Беча и аустроугарског дуализма, док на полеђини и истоку видимо низ сцена које симболизују градњу храма, где је Стробл остарелог мајстора Шулека приказао као брадатог, клечећег модела краља Стефана у лику мајстора неимара.
Изнад рељефа је богато украшена платформа, са златним медаљонима на боковима, agnus dei, јеванђелистским ознакама и рељефима са дуплим крстом. Ивицу горњег елемента темеља подупире шест чврстих, китњастих стубова од греда на које је постављена бронзана статуа краља.
Првобитно намеравана да замени северну групу кула, Група скулптура седам вођа, која је у ходу избачена из плана, спроведена је са модификацијама и великим изменама на данашњем Тргу хероја.

### Статуа Јаноша Хуњадија
Статуа Јаноша Хуњадија подигнута на скретању са пута Јаноша Хуњадија такође је саставни део Рибарске тврђаве. Тот Иштван је добио задатак да направи статуу 1899. која је свечано отворена 1903. године. По Шулековим плановима изграђена је и неоготичка кречњачка основа, која је чинила усклађену целину са остатком Рибарске тврђаве. Основа је затворена листастим ободом, на фасади је Хуњадијев грб, а на осталим странама је мермерна декорација. Јунак у оклопу, са шлемом-гавраном на глави, са плаштом, на постољу, са заставама и другим војним ознакама поражених Турака код ногама, што симболизује његову победу.

### Статуа Светог Ђорђа
У близини статуе Јаноша Хуњадија налази се бронзана копија статуе Светог Ђорђа из 1313. године која се налази у Прашком замку, а оригиналну статуу су израдили средњовековни мађарски мајстори (браћа Колошвари). 

### Статуа Јулијана и Герхарда
На иницијативу Ласла Бендефија подигнута је статуа фратра Јулијана и Герхарда која припада комплексу Рибарске тврђаве, којима је Бендефи на основу списа фратра Јулијана понудио своју књигу „Биографија и критика првог азијског мађарског учењака“ објављену 1936. Карољ Антал је направио деценијама након примопредаје Рибарске тврђаве, 1937. године, првобитно поред северозападне куле. Статуа приказује пријатеље Јулијана и Герхарда који су, по наређењу Андрије II Арпадовића, кренули у потрагу за остатком Мађара у Древној домовини.

## Преглед
Седам кула представљају седам мађарских племена која су се населила у Панонској низији 895. године. Са кула и терасе пружа се панорамски поглед на Дунав, Маргаритино острво, брдо Гелер и Пешту (понекад и источније).
Између Бастиона и Матијине цркве налази се бронзана статуа Стефана I Угарског на коњу, подигнута 1906. године. Постамент је урадио Алајош Стробл, према плановима Фригеса Шулека, у неороманичком стилу, са епизодама које илуструју краљев живот.
У близини бастиона налази се видиковац-тераса са много степеница и стаза за шетњу.
Зграда је представљена као Pit Stop у шестој сезони америчке ТВ емисије The Amazing Race.

## Галерија
- Рушевине капеле Св. Михаела из 13. века [14]
- Степенице Рибарске тврђаве, 1963.
- Рибарска тврђава
- Бронзана статуа Стефана I Угарског